# Interstate 77
Interstate 77 (afgekort I-77) is een Interstate Highway in het oosten van de Verenigde Staten. De snelweg begint in Columbia (South Carolina) en eindigt in Cleveland (Ohio). Belangrijke steden langs de I-77 zijn Columbia, Charlotte, Mount Airy, Beckley, Cambridge en Cleveland.

## Lengte

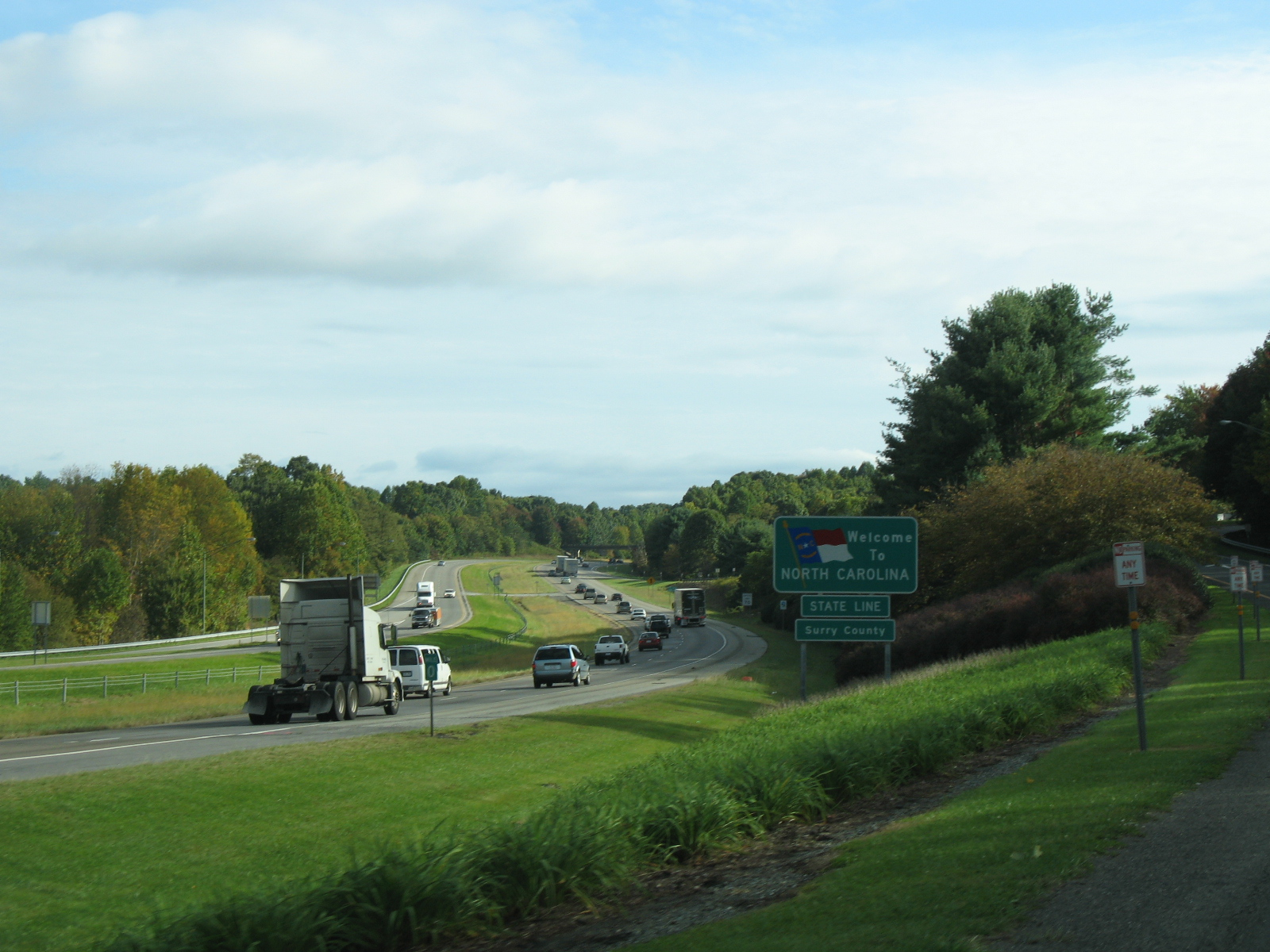
Overgang van de I-77 via Virginia naar North Carolina.

| Staat          | km  | mijl |  |
|                |     |      |  |
| South Carolina | 145 | 90   |  |
| North Carolina | 169 | 105  |  |
| Virginia       | 108 | 67   |  |
| West Virginia  | 301 | 187  |  |
| Ohio           | 262 | 163  |  |
|                |     |      |  |
| Totaal         | 984 | 611  |  |